# Luis II del Palatinado-Zweibrücken
Luis II del Palatinado-Zweibrücken (en alemán: Ludwig II. von Pfalz-Zweibrücken-Neuburg; 14 de septiembre de 1502 - 3 de diciembre de 1532) fue conde palatino y duque de Zweibrücken de 1514 a 1532.

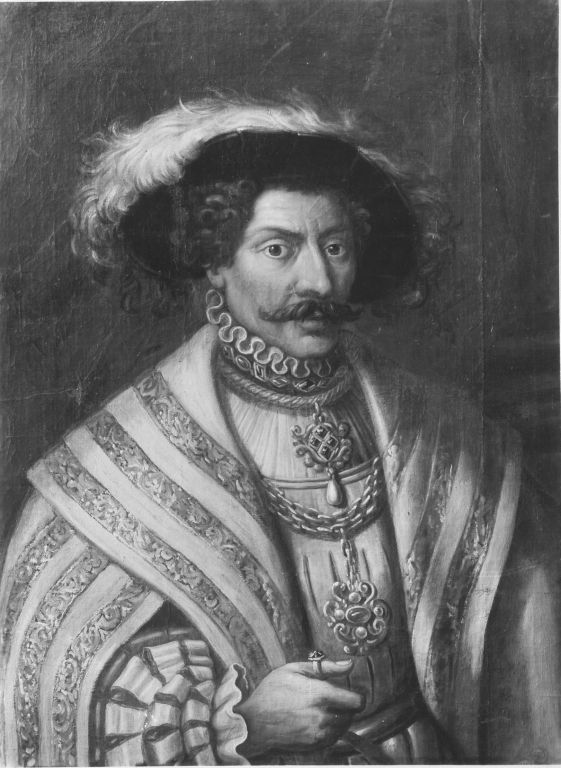
Retrato de Luis II

## Vida
Era hijo de Alejandro, Conde Palatino de Zweibrücken (1462-1514) y su esposa, la Condesa Margarita de Hohenlohe-Neuenstein (1480-1522).

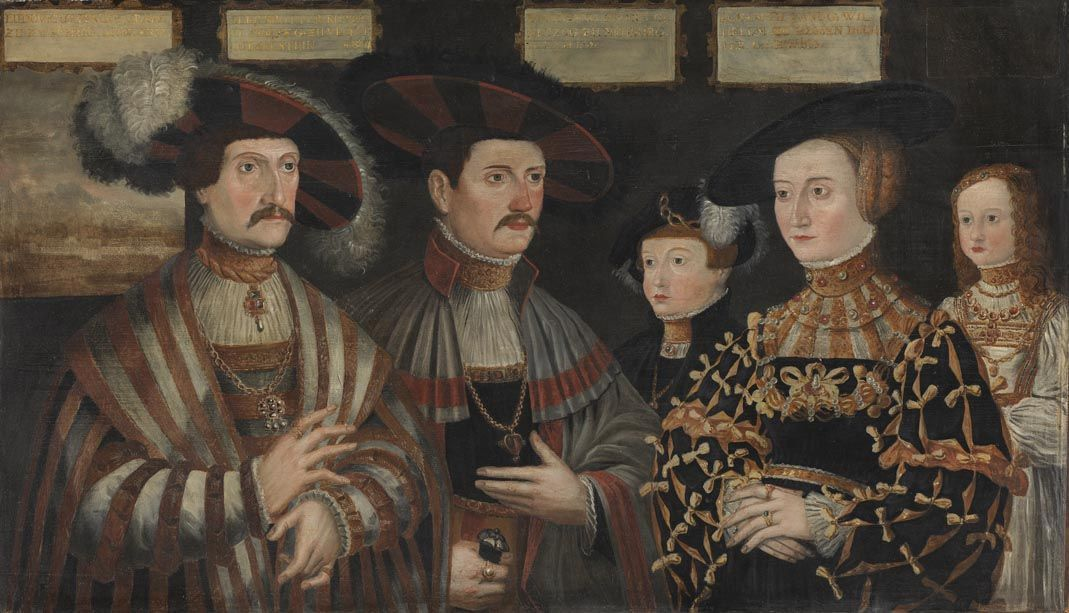
Luis II junto a su familia

El reinado de Luis tuvo lugar durante la Reforma. En su juventud estuvo influenciado por Johannes Bader. En 1521, en el Reichstag de Worms, conoció a Martín Lutero, de quien era considerado partidario. Su apoyo a las fuerzas de la Reforma era vacilante, pero en 1523 trajo a Johann Schwebel a Zweibrücken como capellán de la corte, cuyo trabajo tuvo una influencia significativa para garantizar que el ducado se salvara en gran medida de los efectos de la Guerra de los Campesinos Alemanes. Luis II, por otro lado, no se impuso a los monasterios de Hornbach y Wörschweiler. En 1529 hizo posible que los teólogos suizos viajaran a la Conversación Religiosa de Marburgo, permitiéndoles pasar por alto en gran medida las diócesis de Speyer, Maguncia y Worms a través de su ducado.
Ludwig murió de tisis a la edad de 30 años. Su tumba se encuentra en la Iglesia de Alejandro de Zweibrücken. Como el príncipe heredero Wolfgang era menor de edad, su hermano menor Ruprecht del Palatinado-Veldenz asumió inicialmente la regencia.
A través de su hijo Wolfgang, Luis se convirtió en el progenitor de los electores del Palatinado a partir de 1685 y de los reyes de Baviera a partir de 1806. De él descienden todos los Wittelsbach que viven hoy en día.

### Matrimonio y descendencia
Se casó en 1525 con Isabel de Hesse, hija de Guillermo I de Hesse, y tuvieron un hijo.
- Wolfgang del Palatinado-Zweibrücken (1526-1569), conde palatino y duque del Palatinado-Zweibrücken, casado desde 1545 con la Princesa Ana de Hesse (1529-1591)
- Cristina (1528-1534)